# Maat Mons
Maat Mons és un volcà escut massiu. És la segona muntanya més alta, i el volcà més alt, del planeta Venus. S'eleva 8 km per sobre del radi planetari mitjà a 0° 30′ N, 194° 36′ E / 0.5°N,194.6°E, i gairebé 5 km per sobre de les planes circumdants. Porta el nom de la deessa egípcia de la veritat i la justícia, Maat.

## Estructura
Maat Mons disposa d'una gran caldera, 28×31 km. Dins de la gran caldera hi ha almenys cinc petits cràters de col·lapse, fins a 10 km de diàmetre.
Una cadena de petits cràters de 3 a 5 km de diàmetre s'estén uns 40 km al llarg del flanc sud-est del volcà, però en comptes d'indicar una gran erupció de Fissura volcànica!fissura, sembla que també estan formats per col·lapse: les imatges de resolució completa de la sonda Magellan no revelen evidència de fluxos de lava d'aquests cràters.
Almenys dos esdeveniments de col·lapse estructural a gran escala semblen haver passat en el passat a Maat Mons.

## Activitat
El radar que sona pel Magellan sonda evidència revelada per comparativament activitat volcànica recent a Maat Mons, en la forma de fluxos de cendra prop de la cimera i en el flanc del nord.
Curiosament per als geòlegs planetaris, els estudis atmosfèrics realitzats per les sondes Pioner Venus a principis dels anys vuitanta van revelar una variació considerable en les concentracions de diòxid de sofre (SO₂) i metà (CH₄) en l'atmosfera mitjana i superior de Venus. Una possible explicació per a això va ser la injecció de gasos volcànics a l'atmosfera per erupcions plinianes a Maat Mons.
Estudis més recents han suggerit que l'estructura del volcà, la distribució de fluxos de lava, els cràters de fosses, la morfologia del cim i altres característiques a petita escala són indicatius de la recent activitat volcànica a Maat Mons.
Tot i que moltes línies d'evidència suggereixen que Venus és probable que sigui volcànicament actiu, les erupcions actuals de Maat Mons no han estat confirmades.